# Green Building Council
Pour les articles homonymes, voir GBC.

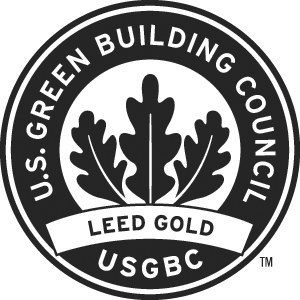
Logo du Green Building Council

Green Building Council (GBC) est une ONGE mondiale de promotion de la qualité écologique des constructions, fondée en 2002 et regroupant « des professionnels de la construction durable de plus de 100 pays »).
En 2016, la branche française de l'ONG a  fusionné avec l'Association HQE (Haute qualité environnementale) pour former une nouvelle ONG baptisée Association HQE-France GBC qui réunit mi-2016 plus de 200 adhérents. 